# Затемінь
Затемінь (біл. вёска Зацемень) — село в складі Вілейського району Мінської області, Білорусь. Село підпорядковане Ольковицькій сільській раді, розташоване в північній частині області.

## Історія
У 1921–1945 роках село знаходилось у Польщі, у Вільнюськім воєводстві, Вілейського повіту, у гміні Ілля.

## Населення
- 1921 рік — 109 людини, 10 будинків[1].
- 1931 рік — 105 людини, 8 будинків[2].